# 北汉州县列表

951年时的北汉，共辖一府、九州、四十七县。

本列表表示五代十国时期，割据今山西中部的北汉的所有州县。北汉的存在年代，由后周广顺元年（951年）郭威篡后汉，刘知远之弟刘崇在太原称帝开始，到宋太平兴国四年（979年）宋太宗攻破太原，刘继元出降为止，前后约二十八年。刘崇称帝时，北汉号称辖有并、汾、忻、代、岚、宪、隆、蔚、沁、辽、麟、石十二州之地，但事实上，蔚州属于石敬瑭献与契丹的幽云十六州之中，并不在刘氏直接控制之下；隆州建于宋开宝三年（975年），仅是一城；麟州则一再叛附于后周。因此诸书对北汉州数记载，各不相同，《通鉴》作十二州，《十国春秋·地理表》与《新五代史·职方考》作十州，谭其骧《中国历史地图集》与《山西省历史地图集》作九州。本表所列包括除蔚州外的一府、九州，共四十七县。

## 列表
下表中，以 蓝色背景代表北汉各府、州，所领各县则分别列于其下。府、州、县名均以979年为准。
| 州/县名 | 治所                      | 备注 |
| ------- | ------------------------- | --- |
| 太原府  | 在今太原市晋源区 古城营村 | 唐开元十一年（723年）升并州置。府城在汾水西岸。宋灭北汉，毁太原城（或称晋阳城），降太原府为并州，并将州治迁往榆次。 |
| 太原县  | 今太原市晋源区 古城营村东 | 附郭县。隋开皇十年（590年）改原晋阳县置。县治在汾水东岸。宋灭北汉后，废太原县为平晋县。 |
| 晋阳县  | 今太原市晋源区 古城营村   | 附郭县。秦庄襄王三年（前247年）置，其治所原在汾水西，北齐河清四年（565年）移治汾水东，武平六年（575年）于其故址置龙山县，隋开皇十年（590年）改龙山置晋阳县，改原晋阳置太原县，晋阳县遂重回汾水西岸。宋灭北汉后，废晋阳县为平晋县。 |
| 文水县  | 今文水县东旧城庄          | 汉置大陵县，北魏废之，另置受阳县。隋开皇十年（590年），改受阳县为文水县。武周天授元年（690年），文水县因是武则天故里，改名武兴县；神龙元年（705年）复名文水。                                                                      |
| 阳曲县  | 今太原市尖草坪区 阳曲镇   | 西汉置阳曲县，实在今定襄县。东汉末始移往太原县北。隋开皇六年（586年）改阳曲县为阳直县，十六年（596年）又改名汾阳县。隋炀帝时，复又改阳直县。唐武德七年（624年），复改名阳曲县。                                                    |
| 乐平县  | 今昔阳县                  | 西晋时置，北魏太平真君九年（448年）省，孝昌二年（526年）复置。 |
| 清源县  | 今清徐县                  | 隋开皇十六年（596年）置，大业二年（606年）省入晋阳县，唐武德元年（618年）复置。 |
| 太谷县  | 今太谷县                  | 西汉置阳邑县，北魏太平真君九年（448年）废，景明二年（501年）复置。隋开皇十八年（598年），改阳邑县为太谷县。 |
| 祁 县   | 今祁县                    | 西汉时置，北齐天保七年（556年）废。隋开皇十年（590年）复置。 |
| 榆次县  | 今晋中市榆次区            | 西汉时置，新莽时改名大原亭县，东汉复旧。北魏太平真君九年（448年）省入晋阳县，景明元年（500年）复置，北齐时又省，移中都县治此，隋开皇十年（590年）复改名榆次县。宋灭北汉，废太原城，将并州治移往榆次县。                            |
| 盂 县   | 今盂县                    | 隋开皇十六年（596年）分石艾县置原仇县，大业二年（606年）改原仇县为盂县。 |
| 寿阳县  | 今寿阳县                  | 西晋太康年间（280-289年）置，永嘉后省。隋开皇十年（590年）复置，改名受阳，唐贞观十一年（637年）复名寿阳。 |
| 广阳县  | 今平定县张庄镇 新城村     | 西汉置上艾县，北魏太平真君九年（448年）废，孝昌末年复置，改名石艾县。唐天宝元年（742年）改石艾县为广阳县。宋灭北汉时，因广阳县首先归附，因此改为平定县。                                                                           |
| 交城县  | 今交城县                  | 隋开皇十六年（596年）置。 |
| 汾州    | 今汾阳市                  | |
| 西河县  | 今汾阳市                  | 附郭县。秦置兹氏县，晋改兹氏县为隰城县，唐上元元年（760年）改为西河县。 |
| 平遥县  | 今平遥县                  | 汉置平陶县，北魏避拓跋焘讳，改为平遥县。 |
| 介休县  | 今介休县                  | 秦置界休县，晋改介休县。北齐省入永安县，北周武帝时复置。北周宣帝改介休为平昌县，隋开皇末年又改为介休县。 |
| 孝义县  | 今孝义市东南              | 北魏太和十七年（493年）置，唐贞观元年（627年）改名孝义县。 |
| 灵石县  | 今灵石县                  | 隋开皇十年（590年）置。 |
| 嵐州    | 今岚县岚城镇北            | |
| 宜芳县  | 今岚县岚城镇北            | 附郭县。隋大业八年（612年）析静乐县置岚城县，唐武德四年（621年）改为宜芳县。 |
| 合河县  | 今兴县高家村镇 碧村       | 北齐析汾阳县置蔚汾县，隋大业四年（608年）改名临泉县。唐武德七年（624年），改为临津县，唐贞观元年（627年）改为合河县。 |
| 岚谷县  | 今岢岚县                  | 唐长安三年（703年）析宜芳县置，神龙二年（706年）废，开元十二年（724年）重置。一说，北汉时曾将岚谷县改为岢岚军。 |
| 静乐县  | 今静乐县                  | 隋开皇三年（583年），由静乐县移岢岚县来治，十八年（598年）改名汾源县。大业四年（608年），改汾源县为静乐县。 |
| 宪州    | 今娄烦县东北 汾河水库     | |
| 楼烦县  | 今娄烦县东北 汾河水库     | 唐龙纪元年（889年）置。 |
| 玄池县  | 今静乐县赤泥洼乡 下马城村 | 唐龙纪元年（889年）置。 |
| 天池县  | 今娄烦县天池店乡          | 唐龙纪元年（889年）置。 |
| 忻州    | 今忻州市                  | |
| 秀容县  | 今忻州市                  | 附郭县。北魏永兴二年（410年）置。 |
| 定襄县  | 今定襄县                  | 西汉置阳曲县，实在今定襄县。东汉末阳曲县移往太原县北，遂在原阳曲县置定襄县。北齐省，武成帝时移平寇县来治。隋开皇十年（590年），又移平寇县于崞城。唐武德四年（621年）复置定襄县。                                                   |
| 代州    | 今代县                    | |
| 雁门县  | 今代县                    | 附郭县。西汉置广武县，新莽改称信桓县，东汉复旧。隋开皇十八年（598年），避皇太子杨广讳，改为雁门县。 |
| 唐林县  | 今原平市新原乡 唐林岗村   | 武周证圣元年（695年）析五台、崞县地置武延县，唐隆元年改为唐林县。后梁开平二年（908年）改名白鹿县，后唐同光（923-925年）初年复名唐林县。后晋又一度改名为广武县，后复旧。                                                            |
| 五台县  | 今五台县                  | 西汉置虑虒县，晋省。北魏太和十年（486年）复置驴夷县，隋大业二年（606年）改名五台县。 |
| 繁畤县  | 今繁峙县杏园乡            | 西汉初置繁峙县，其地在今应县东。后废，晋复置，东魏天平二年（535年）侨置繁畤县，徙于今原平市南板寺，北周又废，隋开皇十八年（598年）复置于今繁峙县东。后屡有迁治。                                                                   |
| 崞 县   | 今原平市崞阳镇            | 北魏永兴二年置石城县，隋开皇十年（590年）改为平寇县，大业二年（606年），改为崞县。 |
| 辽州    | 今左权县                  | |
| 辽山县  | 今左权县                  | 附郭县。东汉末置轑河县，晋改为轑阳县，北魏孝昌二年（526）改轑阳为辽阳县，北齐省，隋开皇十年（590年）复置，改名辽山县。 |
| 榆社县  | 今榆社县                  | 隋开皇十六年（596年）析乡县置，大业二年（606年）省，义宁二年（618年）复置。 |
| 和顺县  | 今和顺县                  | 北齐置梁榆县，隋开皇十年（590年）改为和顺县。 |
| 平城县  | 今和顺县横岭镇 仪城村     | 隋开皇十六年（596年）置。 |
| 沁州    | 今沁源县                  | |
| 沁源县  | 今沁源县                  | 附郭县。西汉置谷远县，新莽时改名谷近，东汉复旧。西晋废，北魏建义元年（528年）又置沁源县。 |
| 绵上县  | 今沁源县西北              | 隋开皇十六年（596年）置。 |
| 和川县  | 今安泽县和川镇            | 北魏建义元年（528年）置义宁县，隋开皇十八年（598年）改为和川县，大业三年（607年）省入沁源县。唐武德元年（618年）复置。 |
| 石州    | 今离石市                  | |
| 离石县  | 今离石市                  | 附郭县。西汉置离石县，东汉末废。三国魏黄初三年复置，晋永兴初年为刘渊所据。北齐天保三年（552年）改为昌化县，北周建德三年（577年）复名离石县。                                                                                       |
| 临泉县  | 今临县白文镇 故县村       | 北周大象元年（579年）置乌突县，隋开皇元年（581年）改太和县。唐武德二年（620年）改为临泉县。 |
| 平夷县  | 今中阳县                  | 北周大象元年（579年）析离石县置。 |
| 方山县  | 今方山县圪洞镇 古贤村     | 北齐天保三年（552年）置良泉县，隋大业三年（607年）改名方山县。 |
| 定胡县  | 今柳林县孟门镇            | 北周大象元年（579年）置，唐贞观二年（628年）废，改置孟门县，七年（633年）废为孟门镇，八年复为定胡县。 |
| 麟州    | 今神木县                  | |
| 新秦县  | 今神木县，数移治          | 附郭县。唐天宝元年（742年），析连谷、银城两县地置。 |
| 连谷县  | 今神木县店塔镇 黄羊城村   | 唐贞观八年（634年）置。 |
| 银城县  | 今神木县南                | 北魏置石城县，后改银城关。周武帝保定二年（562年）移置废石龟镇，为银城县。 |
| 隆州    | 今祁县团柏村              | 北汉广运二年（975年）筑，辖境在今祁县、平遥一带。北宋初废。 |